# Leichtathletik-Halleneuropameisterschaften 2017
| Medaillenspiegel (Endstand nach 26 Entscheidungen) | Medaillenspiegel (Endstand nach 26 Entscheidungen) | Medaillenspiegel (Endstand nach 26 Entscheidungen) | Medaillenspiegel (Endstand nach 26 Entscheidungen) | Medaillenspiegel (Endstand nach 26 Entscheidungen) | Medaillenspiegel (Endstand nach 26 Entscheidungen) |
| Platz                                              | Nation                                             | Gold                                               | Silber                                             | Bronze                                             | Gesamt                                             |
| -------------------------------------------------- | -------------------------------------------------- | -------------------------------------------------- | -------------------------------------------------- | -------------------------------------------------- | -------------------------------------------------- |
| 01                                                 | Polen                                              | 7                                                  | 2                                                  | 3                                                  | 12                                                 |
| 02                                                 | Großbritannien & NI                                | 5                                                  | 4                                                  | 1                                                  | 10                                                 |
| 03                                                 | Deutschland                                        | 2                                                  | 2                                                  | 5                                                  | 9                                                  |
| 04                                                 | Frankreich                                         | 2                                                  | 1                                                  | 0                                                  | 3                                                  |
| 05                                                 | Tschechien                                         | 1                                                  | 2                                                  | 4                                                  | 7                                                  |
| 06                                                 | Spanien                                            | 1                                                  | 2                                                  | 1                                                  | 4                                                  |
| 07                                                 | Griechenland                                       | 1                                                  | 1                                                  | 1                                                  | 3                                                  |
| 08                                                 | Belgien                                            | 1                                                  | 1                                                  | 0                                                  | 2                                                  |
| 08                                                 | Portugal                                           | 1                                                  | 1                                                  | 0                                                  | 2                                                  |
| 010                                                | Schweiz                                            | 1                                                  | 0                                                  | 1                                                  | 2                                                  |
| 010                                                | Ungarn                                             | 1                                                  | 0                                                  | 1                                                  | 2                                                  |
| ...                                                |                                                    |                                                    |                                                    |                                                    |                                                    |
| 017                                                | Österreich                                         | 0                                                  | 1                                                  | 0                                                  | 1                                                  |
| ...                                                |                                                    |                                                    |                                                    |                                                    |                                                    |
| Total                                              | Total                                              | 26                                                 | 26                                                 | 27                                                 | 79                                                 |
| Vollständiger Medaillenspiegel                     |                                                    |                                                    |                                                    |                                                    |                                                    |

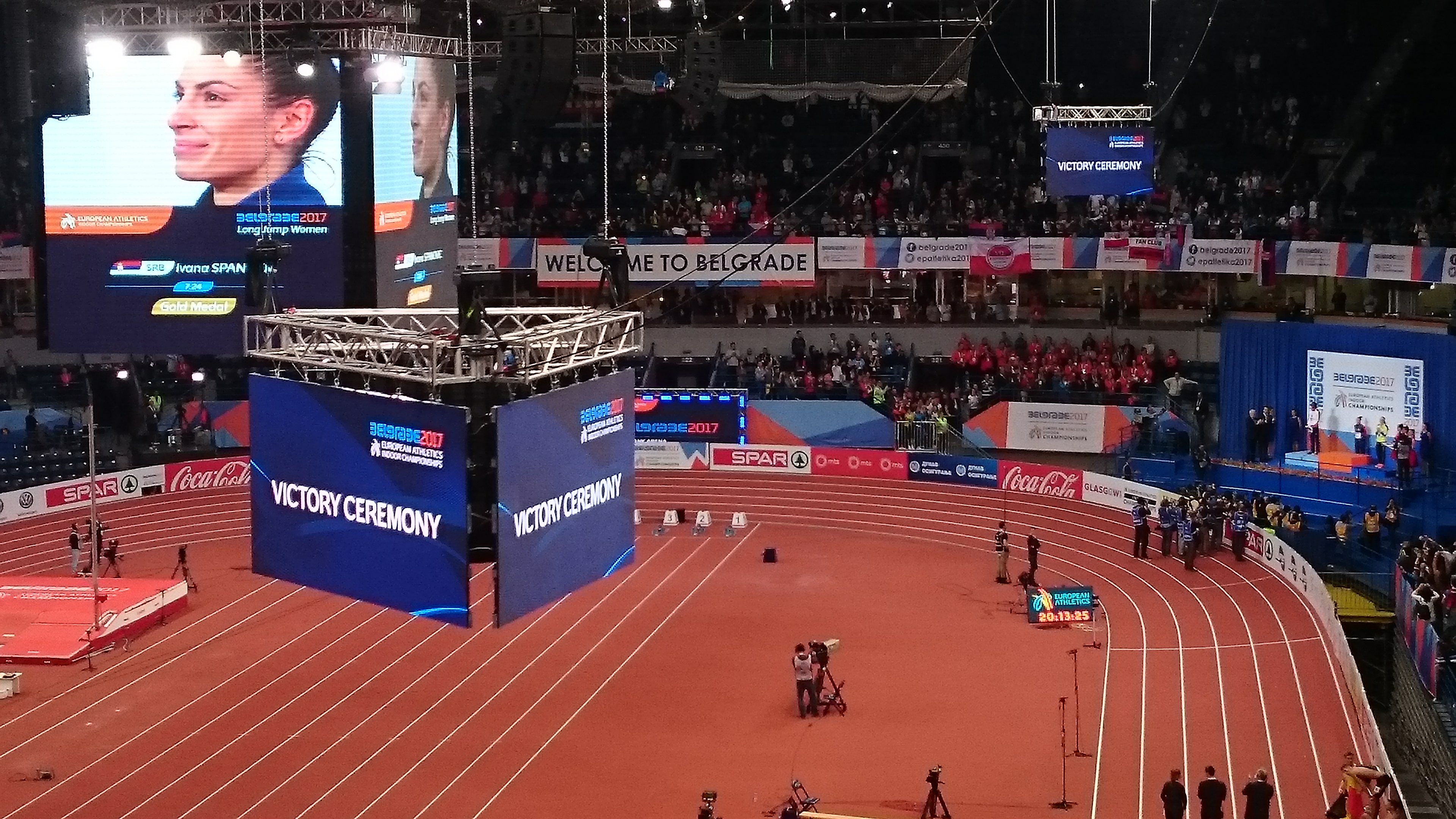
Innenansicht

Die 34. Leichtathletik-Halleneuropameisterschaften fanden vom 3. bis zum 5. März 2017 in der serbischen Hauptstadt Belgrad statt. Belgrad war bereits 1969 Ausrichter der Europäischen Hallenspiele gewesen, dem Vorgänger der Halleneuropameisterschaften.
Am 3. Mai 2014 entschied sich die European Athletic Association (EAA) bei ihrem 139. offiziellen Council-Meeting in Frankfurt am Main für Belgrad als Ausrichter der Halleneuropameisterschaften. Belgrad setzte sich mit seiner Bewerbung gegen Istanbul und Toruń durch.
567 Leichtathleten aus 49 Ländern waren gemeldet, wobei das größte Team der Deutsche Leichtathletik-Verband (DLV) stellte.

## Teilnehmende Nationen
Insgesamt nahmen 525 Athletinnen und Athleten (gemeldet worden waren 567) aus 47 Nationen und die Autorisierten Neutralen Athleten (ANA) teil.
Nicht anwesend waren Liechtenstein und Kosovo.
Ursprünglich war auch ein Sportler aus Georgien gemeldet, der jedoch nicht an den Start ging.
Die russische Mannschaft war aufgrund der dortigen Dopingproblematik von der Teilnahme ausgeschlossen. Russische Sportlerinnen und Sportler konnten jedoch mit Genehmigung als sog. neutrale Athleten/Athleten unter neutraler Flagge, also ohne ihre Landesflagge, zugelassen werden.
| - Albanien (2) - Andorra (2) - Armenien (5) - Aserbaidschan (1) - Authorised Neutral Athletes (1) - Belgien (8) - Bosnien und Herzegowina (3) - Bulgarien (8) - Dänemark (6) - Deutschland (43) - Estland (6) | - Finnland (11) - Frankreich (34) - Georgien (0) - Gibraltar (3) - Griechenland (7) - Irland (10) - Island (2) - Israel (1) - Italien (26) - Kroatien (7) - Lettland (5) - Litauen (5) - Luxemburg (2) | - Malta (2) - Nordmazedonien (2) - Moldau (1) - Monaco (1) - Montenegro (2) - Niederlande (13) - Norwegen (8) - Österreich (8) - Polen (33) - Portugal (10) - Rumänien (12) - San Marino (1) - Schweden (29) | - Schweiz (13) - Serbien (12) - Slowakei (15) - Slowenien (5) - Spanien (34) - Tschechien (25) - Türkei (13) - Ukraine (31) - Ungarn (15) - Vereinigtes Königreich (30) - Belarus (19) - Zypern (5) |

## Ergebnisse Männer

### 60 m
| Platz | Athlet           | Land | Zeit (s) |
| ----- | ---------------- | ---- | -------- |
| 1     | Richard Kilty    | GBR  | 6,54 EL  |
| 2     | Ján Volko        | SVK  | 6,58 NR  |
| 3     | Austin Hamilton  | SWE  | 6,63 PB  |
| 4     | Odain Rose       | SWE  | 6,63 SB  |
| 5     | Theo Etienne     | GBR  | 6,67     |
| 6     | Pascal Mancini   | SUI  | 6,70     |
| 7     | Sulayman Bah     | SWE  | 6,72     |
| –     | Andrew Robertson | GBR  | DQ       |

### 400 m
| Platz | Athlet              | Land | Zeit (s) |
| ----- | ------------------- | ---- | -------- |
| 1     | Pavel Maslák        | CZE  | 45,77 EL |
| 2     | Rafał Omelko        | POL  | 46,08 PB |
| 3     | Liemarvin Bonevacia | NED  | 46,26 NR |
| 4     | Benjamin Lobo Vedel | DEN  | 46,33 PB |
| 5     | Lucas Búa           | ESP  | 46,74    |
| 6     | Samuel García       | ESP  | 46,74    |

### 800 m
| Platz | Athlet           | Land | Zeit (min) |
| ----- | ---------------- | ---- | ---------- |
| 1     | Adam Kszczot     | POL  | 1:48,87    |
| 2     | Andreas Bube     | DEN  | 1:49,32    |
| 3     | Álvaro de Arriba | ESP  | 1:49,68    |
| 4     | Daniel Andújar   | ESP  | 1:50,28    |
| 5     | Thijmen Kupers   | NED  | 1:50,47    |
| 6     | Kevin López      | ESP  | 1:54,17    |

### 1500 m
| Platz | Athlet             | Land | Zeit (min) |
| ----- | ------------------ | ---- | ---------- |
| 1     | Marcin Lewandowski | POL  | 3:44,82    |
| 2     | Kalle Berglund     | SWE  | 3:45,56    |
| 3     | Filip Sasínek      | CZE  | 3:45,89    |
| 4     | Marc Alcalá        | ESP  | 3:46,36    |
| 5     | Tom Lancashire     | GBR  | 3:46,57    |
| 6     | Sofiane Selmouni   | FRA  | 3:46,70    |
| 7     | Timo Benitz        | GER  | 3:46,73    |
| 8     | Yassin Bouih       | ITA  | 3:47,95    |

### 3000 m
| Platz | Athlet              | Land | Zeit (min) |
| ----- | ------------------- | ---- | ---------- |
| 1     | Adel Mechaal        | ESP  | 8:00,60    |
| 2     | Henrik Ingebrigtsen | NOR  | 8:00,93    |
| 3     | Richard Ringer      | GER  | 8:01,01    |
| 4     | Hayle İbrahimov     | AZE  | 8:03,19    |
| 5     | Jonas Leanderson    | SWE  | 8:03,91    |
| 6     | Marouan Razine      | ITA  | 8:04,19    |
| 7     | Yemaneberhan Crippa | ITA  | 8:05,63    |
| 8     | Carlos Mayo         | ESP  | 8:06,15    |

### 60 m Hürden
| Platz | Athlet                  | Land | Zeit (s) |
| ----- | ----------------------- | ---- | -------- |
| 1     | Andrew Pozzi            | GBR  | 7,51     |
| 2     | Pascal Martinot-Lagarde | FRA  | 7,52     |
| 3     | Petr Svoboda            | CZE  | 7,53 PB  |
| 4     | Garfield Darien         | FRA  | 7,54     |
| 5     | Aurel Manga             | FRA  | 7,58     |
| 6     | Milan Traikovits        | CYP  | 7,60     |
| 7     | Orlando Ortega          | ESP  | 7,64     |
| 8     | Andreas Martinsen       | DEN  | 7,68 NR  |

### 4 × 400 m Staffel
| Platz | Land       | Athleten                                                           | Zeit (min) |
| ----- | ---------- | ------------------------------------------------------------------ | ---------- |
| 1     | Polen      | Kacper Kozłowski Łukasz Krawczuk Przemysław Waściński Rafał Omelko | 3:06,99 SB |
| 2     | Belgien    | Robin Vanderbemden Julien Watrin Kévin Borlée Dylan Borlée         | 3:07,80 SB |
| 3     | Tschechien | Patrik Šorm Jan Tesař Jan Kubista Pavel Maslák                     | 3:08,60 SB |
| 4     | Frankreich | Thomas Jordier Nicolas Courbière Hazir Inoussa Yoann Décimus       | 3:08,99    |
| 5     | Ukraine    | Danylo Danylenko Jewhen Huzol Oleksij Posdnjakow Witalij Butrym    | 3:09,64 SB |
| 6     | Türkei     | Batuhan Altıntaş Mahsum Korkmaz Akın Özyürek Mehmet Güzel          | 3:15,97    |

### Hochsprung
| Platz | Athlet             | Land | Höhe (m) |
| ----- | ------------------ | ---- | -------- |
| 1     | Sylwester Bednarek | POL  | 2,32     |
| 2     | Robbie Grabarz     | GBR  | 2,30 SB  |
| 3     | Pawel Seliwjorstau | BLR  | 2,27     |
| 4     | Tichomir Iwanow    | BUL  | 2,27     |
| 5     | Matúš Bubeník      | SVK  | 2,27     |
| 6     | Silvano Chesani    | ITA  | 2,27     |
| 7     | Mateusz Przybylko  | GER  | 2,23     |
| 8     | Allan Smith        | GBR  | 2,18     |

### Stabhochsprung
| Platz | Athlet                  | Land | Höhe (m) |
| ----- | ----------------------- | ---- | -------- |
| 1     | Piotr Lisek             | POL  | 5,85     |
| 2     | Konstandinos Filippidis | GRE  | 5,85 NR  |
| 3     | Paweł Wojciechowski     | POL  | 5,85 SB  |
| 4     | Jan Kudlička            | CZE  | 5,80 SB  |
| 5     | Raphael Holzdeppe       | GER  | 5,80 SB  |
| 6     | Axel Chapelle           | FRA  | 5,80 PB  |
| 7     | Ivan Horvat             | CRO  | 5,75     |
| 8     | Mareks Ārents           | LAT  | 5,60 SB  |
| 8     | Stanley Joseph          | FRA  | 5,60     |

### Weitsprung
| Platz | Athlet           | Land | Weite (m) |
| ----- | ---------------- | ---- | --------- |
| 1     | Izmir Smajlaj    | ALB  | 8,08 NR   |
| 2     | Michel Tornéus   | SWE  | 8,08 SB   |
| 3     | Serhij Nykyforow | UKR  | 8,07      |
| 4     | Tomasz Jaszczuk  | POL  | 7,98 PB   |
| 5     | Julian Howard    | GER  | 7,97      |
| 6     | Lazar Anić       | SRB  | 7,90      |
| 7     | Filippo Randazzo | ITA  | 7,77      |
|       | Elvijs Misāns    | LAT  | -         |

### Dreisprung
| Platz | Athlet               | Land | Weite (m) |
| ----- | -------------------- | ---- | --------- |
| 1     | Nelson Évora         | POR  | 17,20 SB  |
| 2     | Fabrizio Donato      | ITA  | 17,13 SB  |
| 3     | Max Heß              | GER  | 17,12     |
| 4     | Elvijs Misāns        | LAT  | 17,02 PB  |
| 5     | Melvin Raffin        | FRA  | 16,92     |
| 6     | Jean-Marc Pontvianne | FRA  | 16,90     |
| 7     | Simo Lipsanen        | FIN  | 16,84 NR  |
| 8     | Georgi Zonow         | BUL  | 16,78 PB  |

### Kugelstoßen
| Platz | Athlet              | Land | Weite (m)    |
| ----- | ------------------- | ---- | ------------ |
| 1     | Konrad Bukowiecki   | POL  | 21,97 WL AUR |
| 2     | Tomáš Staněk        | CZE  | 21,43 PB     |
| 3     | David Storl         | GER  | 21,30        |
| 4     | Tsanko Arnaudov     | POR  | 21,08 NR     |
| 5     | Stipe Žunić         | CRO  | 21,04 SB     |
| 6     | Ladislav Prášil     | CZE  | 20,73        |
| 7     | Mesud Pezer         | BIH  | 20,37        |
| 8     | Michail Abramtschuk | BLR  | 19,38        |

### Siebenkampf
| Platz | Athlet                  | Land | Punkte  |
| ----- | ----------------------- | ---- | ------- |
| 1     | Kevin Mayer             | FRA  | 6479 ER |
| 2     | Jorge Ureña             | ESP  | 6227    |
| 3     | Adam Sebastian Helcelet | CZE  | 6110    |
| 4     | Dominik Distelberger    | AUT  | 6063 PB |
| 5     | Fredrik Samuelsson      | SWE  | 6015 PB |
| 6     | Darko Pešić             | MNE  | 5984 NR |
| 7     | Niels Pittomvils        | BEL  | 5961    |
| 8     | Mathias Brugger         | GER  | 5954    |

## Ergebnisse Frauen

### 60 m
| Platz | Athletin            | Land | Zeit (s) |
| ----- | ------------------- | ---- | -------- |
| 1     | Asha Philip         | GBR  | 7,06 EL  |
| 2     | Ewa Swoboda         | POL  | 7,10 SB  |
| 3     | Mujinga Kambundji   | SUI  | 7,16 SB  |
| 4     | Lisa Mayer          | GER  | 7,19     |
| 5     | Alexandra Burghardt | GER  | 7,19     |
| 6     | Floriane Gnafoua    | FRA  | 7,20 PB  |
| 7     | Rebekka Haase       | GER  | 7,21     |
| –     | Olessja Powch       | UKR  | DQ       |

 Olessja Powch wurde ursprünglich mit einer Zeit von 7,10 s Zweite. Die Silbermedaille wurde ihr nachträglich wegen Dopings aberkannt.

### 400 m
| Platz | Athletin         | Land | Zeit (s) |
| ----- | ---------------- | ---- | -------- |
| 1     | Floria Gueï      | FRA  | 51,90 PB |
| 2     | Zuzana Hejnová   | CZE  | 52,42    |
| 3     | Justyna Święty   | POL  | 52,52    |
| 4     | Laviai Nielsen   | GBR  | 52,79    |
| 5     | Léa Sprunger     | SUI  | 53,08    |
| 6     | Małgorzata Hołub | POL  | 54,29    |

### 800 m
| Platz | Athletin              | Land | Zeit (min) |
| ----- | --------------------- | ---- | ---------- |
| 1     | Selina Büchel         | SUI  | 2:00,38 NR |
| 2     | Shelayna Oskan-Clarke | GBR  | 2:00,39 PB |
| 3     | Aníta Hinriksdóttir   | ISL  | 2:01,25    |
| 4     | Lovisa Lindh          | SWE  | 2:01,37 PB |
| 5     | Stina Troest          | DEN  | 2:02,93    |
| 6     | Esther Guerrero       | ESP  | 2:03,09    |

### 1500 m
| Platz | Athletin                | Land | Zeit (min) |
| ----- | ----------------------- | ---- | ---------- |
| 1     | Laura Muir              | GBR  | 4:02,39 CR |
| 2     | Konstanze Klosterhalfen | GER  | 4:04,45 PB |
| 3     | Sofia Ennaoui           | POL  | 4:06,59    |
| 4     | Meraf Bahta             | SWE  | 4:07,90    |
| 5     | Luiza Gega              | ALB  | 4:11,64    |
| 6     | Sarah McDonald          | GBR  | 4:13,67    |
| 7     | Darja Baryssewitsch     | BLR  | 4:16,93 PB |
| 8     | Amela Terzić            | SRB  | 4:25,15    |

### 3000 m
| Platz | Athletin        | Land | Zeit (min) |
| ----- | --------------- | ---- | ---------- |
| 1     | Laura Muir      | GBR  | 8:35,67 CR |
| 2     | Yasemin Can     | TUR  | 8:43,46 NR |
| 3     | Eilish McColgan | GBR  | 8:47,43    |
| 4     | Maureen Koster  | NED  | 8:48,99    |
| 5     | Steph Twell     | GBR  | 8:50,40    |
| 6     | Ana Lozano      | ESP  | 8:55,20 PB |
| 7     | Giulia Viola    | ITA  | 8:56,19 PB |
| 8     | Alina Reh       | GER  | 8:57,87    |

 Hanna Klein belegte mit 8:58,57 Platz 9

### 60 m Hürden
| Platz | Athletin          | Land | Zeit (s) |
| ----- | ----------------- | ---- | -------- |
| 1     | Cindy Roleder     | GER  | 7,88     |
| 2     | Alina Talaj       | BLR  | 7,92     |
| 3     | Pamela Dutkiewicz | GER  | 7,95     |
| 4     | Hanna Plotizyna   | UKR  | 7,96     |
| 5     | Isabelle Pedersen | NOR  | 8,01     |
| 6     | Ricarda Lobe      | GER  | 8,03     |
| 7     | Nadine Visser     | NED  | 8,04     |
| 8     | Susanna Kallur    | SWE  | 8,14     |

### 4-mal-400-Meter-Staffel
| Platz | Land                   | Athletin                                                                      | Zeit (min) |
| ----- | ---------------------- | ----------------------------------------------------------------------------- | ---------- |
| 1     | Polen                  | Patrycja Wyciszkiewicz Małgorzata Hołub Iga Baumgart Justyna Święty           | 3:29,94 SB |
| 2     | Vereinigtes Königreich | Eilidh Doyle Philippa Lowe Mary Iheke Laviai Nielsen                          | 3:31,05 SB |
| 3     | Ukraine                | Olha Bibik Tetjana Melnyk Anastassija Bryshina Olha Ljachowa                  | 3:32,10 SB |
| 4     | Italien                | Lucia Pasquale Maria Enrica Spacca Maria Benedicta Chigbolu Ayomide Folorunso | 3:32,87 SB |
| 5     | Frankreich             | Déborah Sananes Agnès Raharolahy Louise-Anne Bertheau Floria Gueï             | 3:33,61 SB |
| 6     | Deutschland            | Ruth Sophia Spelmeyer Nadine Gonska Carolin Walter Lara Hoffmann              | 3:34,60 SB |

### Hochsprung
| Platz | Athletin           | Land | Höhe (m) |
| ----- | ------------------ | ---- | -------- |
| 1     | Airinė Palšytė     | LTU  | 2,01 EL  |
| 2     | Ruth Beitia        | ESP  | 1,94     |
| 3     | Julija Lewtschenko | UKR  | 1,94 PB  |
| 4     | Oksana Okunjewa    | UKR  | 1,92     |
| 5     | Jossie Graumann    | GER  | 1,92     |
| 6     | Michaela Hrubá     | CZE  | 1,92 SB  |
| 7     | Ana Šimić          | CRO  | 1,89     |
| 8     | Morgan Lake        | GBR  | 1,85     |

### Stabhochsprung
| Platz | Athletin            | Land | Höhe (m) |
| ----- | ------------------- | ---- | -------- |
| 1     | Ekaterini Stefanidi | GRE  | 4,85 EL  |
| 2     | Lisa Ryzih          | GER  | 4,75 PB  |
| 3     | Angelica Bengtsson  | SWE  | 4,55     |
| 3     | Maryna Kylypko      | UKR  | 4,55     |
| 5     | Michaela Meijer     | SWE  | 4,55     |
| 6     | Minna Nikkanen      | FIN  | 4,55     |
| 6     | Lisa Gunnarsson     | SWE  | 4,55 PB  |
| 7     | Wilma Murto         | FIN  | 4,40     |
| 7     | Tina Šutej          | SLO  | 4,40     |

### Weitsprung
| Platz | Athletin            | Land | Weite (m) |
| ----- | ------------------- | ---- | --------- |
| 1     | Ivana Španović      | SRB  | 7,24 NR   |
| 2     | Lorraine Ugen       | GBR  | 6,97 NR   |
| 3     | Claudia Salman-Rath | GER  | 6,94 PB   |
| 4     | Darja Klischina     | ANA  | 6,84 SB   |
| 5     | Ksenija Balta       | EST  | 6,79 SB   |
| 6     | Jazmin Sawyers      | GBR  | 6,67      |
| 7     | Maryna Bech         | UKR  | 6,59      |
| 8     | Alexandra Wester    | GER  | 6,53      |

### Dreisprung
| Platz | Athletin                | Land | Weite (m) |
| ----- | ----------------------- | ---- | --------- |
| 1     | Kristin Gierisch        | GER  | 14,37 EL  |
| 2     | Patrícia Mamona         | POR  | 14,32 SB  |
| 3     | Paraskevi Papachristou  | GRE  | 14,24 SB  |
| 4     | Anna Jagaciak-Michalska | POL  | 14,14     |
| 5     | Ana Peleteiro           | ESP  | 14,13     |
| 6     | Jenny Elbe              | GER  | 14,12     |
| 7     | Susana Costa            | POR  | 13,99 PB  |
| 8     | Kristiina Mäkelä        | FIN  | 13,73     |

### Kugelstoßen
| Platz | Athletin             | Land | Weite (m) |
| ----- | -------------------- | ---- | --------- |
| 1     | Anita Márton         | HUN  | 19,28 WL  |
| 2     | Radoslawa Mawrodiewa | BUL  | 18,36 PB  |
| 3     | Julija Leanzjuk      | BLR  | 18,32     |
| 4     | Fanny Roos           | SWE  | 18,13 NR  |
| 5     | Claudine Vita        | GER  | 18,09 PB  |
| 6     | Paulina Guba         | POL  | 18,00 SB  |
| 7     | Aljona Dubizkaja     | BLR  | 17,85     |
| 8     | Jessica Cérival      | FRA  | 16,84     |

### Fünfkampf
| Platz | Athletin                 | Land | Punkte  |
| ----- | ------------------------ | ---- | ------- |
| 1     | Nafissatou Thiam         | BEL  | 4870 WL |
| 2     | Ivona Dadic              | AUT  | 4767 NR |
| 3     | Györgyi Zsivoczky-Farkas | HUN  | 4723 PB |
| 4     | Xénia Krizsán            | HUN  | 4631 PB |
| 5     | Nadine Broersen          | NED  | 4582    |
| 6     | Verena Preiner           | AUT  | 4478    |
| 7     | Lecabela Quaresma        | POR  | 4444    |
| 8     | Jana Maksimawa           | BLR  | 4438    |